# Herbert Lange (Publizist)
Herbert Lange (* 9. August 1908 in Dresden; † 19. Mai 1971 in Schärding) war ein deutsch-österreichischer Maler, Zeichner, Schriftsteller, Journalist und Publizist.

## Leben
Lange war der einzige Sohn des Gewerberevisors Richard Lange und dessen Frau Meta (geborene Döbert). Er besuchte die Bürger- und Mittelschule in Dresden und schrieb sich 1928 an der Technischen Hochschule Dresden ein. Während seines Studiums der Pädagogik, Philosophie, Psychologie und Soziologie belegte er auch einige Semester an der wiener Universität. 1933 beendete er sein Studium mit dem Staatsexamen und der damit verbundenen Lehrberechtigung für den Freistaat Sachsen ab. Lange war bis 1939 als Lehrer an einer Volksschule tätig. Anschließend lebte er in Linz und später in Wernstein am Inn.
Seit 1931 veröffentlichte er auch literarische Arbeiten, so beispielsweise im Dresdner Anzeiger. Er war Mitglied der Reichskammer der bildenden Künste an deren Ausstellungen er teilnahm. Beiträge von ihm erschienen 1939 und 1940 in der vom Nationalsozialistischen Lehrerbund Schülerzeitschrift Hilf-mit!. Im Zweiten Weltkrieg war Lange Sanitäter. Seit 1945 betätigte er sich als Kulturredakteur für die Oberösterreichischen Nachrichten und wurde 1947 Feuilletonchef der Kulturbeilage der Nachrichten am Abend sowie Begründer und literarischer Leiter der Pegasus-Ausgaben im Brücken-Verlag.
1961 wurde Lange Leiter des Presseamtes der Stadt Linz und verfasste Beiträge für die Zeitschrift linz aktiv. Er war u. a. Mitglied des Österreichischen P.E.N.-Clubs, der Akademie der darstellenden Künste Hamburg und der Innviertler Künstlergilde und verfasste auch mehrere Hörspiele, Kantaten und ein Oratorium.

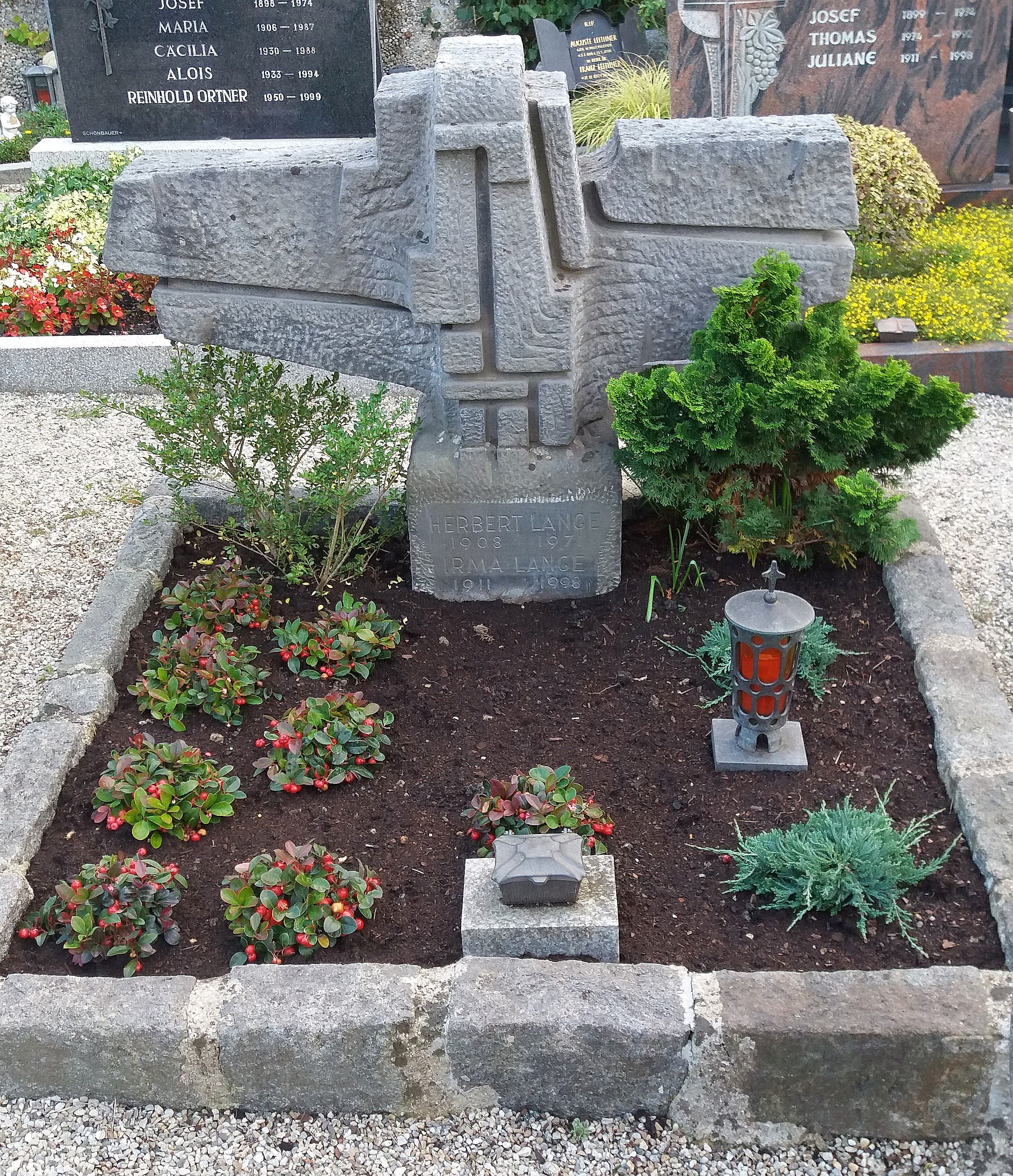
Grab von Herbert Lange auf dem Friedhof von Wernstein am Inn

Lange war ab 1956 Mitglied der Freimaurerloge Zu den 7 Weisen, ab 1967 affiliert in die Loge Johannes Kepler. Sein Grab befindet sich auf dem Friedhof von Wernstein am Inn.

## Auszeichnungen
- Berufstitel Professor
- Benennung des Herbert-Lange-Wegs in Wernstein am Inn

## Schriften (Auswahl)
Bücher
- Der Auferstandene. 1949.
- Die Geschichte vom Brot. Linz 1951.
- Eine völlig nebensächliche Figur. 1953.
- Speckwastl in Afrika. Wien 1955.
- Halali! – Moorbad Neydharting. 1958.
- Kleine Leute – leider mit Gefühl. Innsbruck 1958.
- Leben in Linz. Ein Lesebuch. Unter Verwendung amtlicher Unterlagen herausgegeben. Linz 1961.
- Leben in Linz – Der Magistrat. Linz 1961.
- Die Donaustadt Österreichs, Linz. Linz 1964 (deutsch, englisch, französisch).

Artikel
- Der beschriebene Tännling. In: Vierteljahresschrift des Adalbert-Stifter-Institutes. Jg. 7, Linz 1958, S. 27–32.
- Als Hilfsarbeiter und Künstler in Lenzing, Ragimund Reimesch, Wanderer aus dem siebenbürgischen Kronstadt und seine Verwandlung in Oberösterreich. In: Oberösterreichische Nachrichten. Nr. 14, Linz 1959.
- Zum 50. Geburtstag des oberösterreichischen Malers Professor Fröhlich. In: Oberösterreichische Nachrichten. Nr. 111, Linz 1960.
- Im Alleingang zum Olymp. Mein Bild vom Menschen und Maler Professor Rudolf Steinbüchler. Mattighofen 1961, S. 15–17.
- Alois Dorn, Besuch im Atelier X. In: Oberösterreichische Nachrichten. Nr. 10, Linz 1962.
- Kunst und Künstler in der Gesellschaft. Zum zehnjährigen Bestehen des Kulturringes der Wirtschaft Oberösterreichs. In: Linz Aktiv. Heft 8, Linz 1963, S. 12–15.
- Josef Wimmer, Künstler aus der Seele Kraft. In: Kunstjahrbuch der Stadt Linz. Linz 1963, S. 88–96.
- Alfred Kubin und „Die andere Seite“. Zur fünften Wiederkehr des Todestages unseres unvergessenen Donaumeisters am 20. August 1964. In: Oberösterreichische Nachrichten. Nr. 192, Linz 1964.
- Alfred Kubin. In: Tausend Jahre Österreich. Band 3, Wien 1974, S. 378–386.

## Ausstellungen (Auswahl)
- Der Journalist und Schriftsteller Herbert Lange als Zeichner und Maler. Gedächtnisausstellung im Stift Reichersberg (1976)[4]
- Maler und Zeichner aus Wernstein, Oberösterreich. In Neuburg am Inn, Schule Dommelstadl, Dommelstadl, 1984 (gemeinsam mit Alois Beham, Johanna Dorn-Fladerer, Herbert Fladerer und Alfred Kubin)